# Magdalena Król (psycholog)
Magdalena Ewa Król – polska psycholog, doktor habilitowany, profesor uczelni Wydziału Psychologii we Wrocławiu Uniwersytetu SWPS Humanistycznospołecznego z siedzibą w Warszawie.

## Życiorys
Obroniła pracę doktorską, następnie uzyskała stopień doktora habilitowanego. Awansowała na stanowisko adiunkta w Katedrze Psychologii Poznawczej i Różnic Indywidualnych na Wydziale Zamiejscowym we Wrocławiu SWPS Uniwersytetu Humanistycznospołecznego w Warszawie.
Została zatrudniona na stanowisku kierownika w Pracowni Badań Psychologicznych na Wydziale Psychologii Uniwersytetu SWPS we Wrocławiu.
Jest profesorem uczelni na Wydziale Psychologii we Wrocławiu Uniwersytetu SWPS Humanistycznospołecznego z siedzibą w Warszawie.